# スホランとバンダビ
スホラン（韓国語: 수호랑、英語: Soohorang）とバンダビ（韓国語: 반다비、英語: Bandabi）は、それぞれ2018年平昌オリンピックと、2018年平昌パラリンピックの公式マスコットキャラクター。

## スホラン
守護者を象徴する白虎のキャラクター。守護の韓国語読み「수호（suho）、スホ」と、虎の「호랑이（horang-i）、ホランイ」及び平昌のある江原道の民謡「旌善アリラン」（정선아리랑（Jeongseon Arirang））からとった「ラン」を合わせて「スホラン」となった。

## バンダビ
忍耐や勇気を象徴するツキノワグマのキャラクター。熊は檀君神話に登場し韓国では神聖視されている。韓国語でツキノワグマを意味するパンダルカスムゴム（반달가슴곰（bandalgaseumgom）、韓国語で「胸に半月の模様がある熊」の意味）の「パンダル」（半月）と、大会を記念する碑（비（bi）、ピ）を合わせて「バンダビ」（韓国語読みは「パンダビ」）となった。

## 経緯
2016年6月2日、五輪組織委員会は国際オリンピック委員会（IOC）と国際パラリンピック委員会（IPC）の最終承認を得たとしてスホランとバンダビを公表。同年7月18日には平昌でのイベントに公式マスコットとして初登場した。8月にはリオデジャネイロオリンピックで広報活動を始めた。
なお崔順実ゲート事件に伴う報道によると、もともと虎と熊で予定されていたが文化体育観光部の長官が突然に珍島犬への変更を指示。しかし五輪組織委員会は「犬を食用にする韓国のイメージと合わない」と判断しIOCも反対したためこの案は通らなかった。
大会終了から間もない頃の2019年にスホランとバンダビをアレンジしたキャラクターをボミ（범이・スホランが原典）とゴミ（곰이・バンダビが原典）の名で江原道（現：江原特別自治道）のマスコットとして制定した。スホラン・バンダビ2世としての性格も兼ねる。知的財産権を管理するIOC・IPCにおける権利の関係上、地域マスコットとしての二次利用を認められていないための都合によるもの。